# جيمس بورنس
جيمس بورنس (20 يونيو 1866 بليفربول في المملكة المتحدة - 11 سبتمبر 1957 بهامبستاد في المملكة المتحدة) (بالإنجليزية: James Burns)‏ هو لاعب كريكت بريطاني (وحمل سابقاً جنسية المملكة المتحدة لبريطانيا العظمى وأيرلندا). لعب مع نادي مقاطعة ساسكس للكريكت ‏.

## وصلات خارجية
- جيمس بورنس على موقع إي آس بي آن كريك إنفو (الإنجليزية)